# Серая Лошадь (батарея)

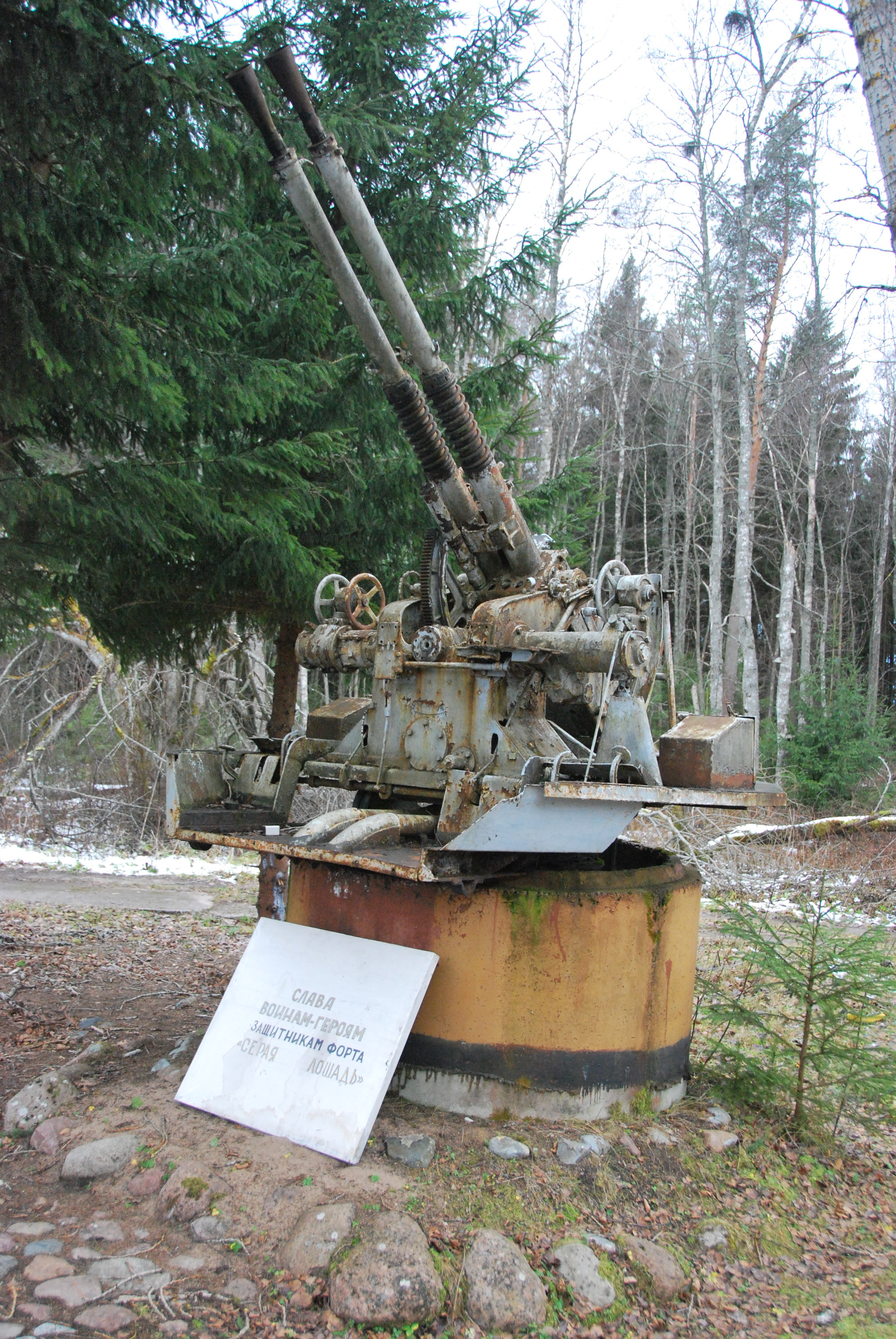
В-11 — памятник защитникам форта в летнем лагере ВВМУПП

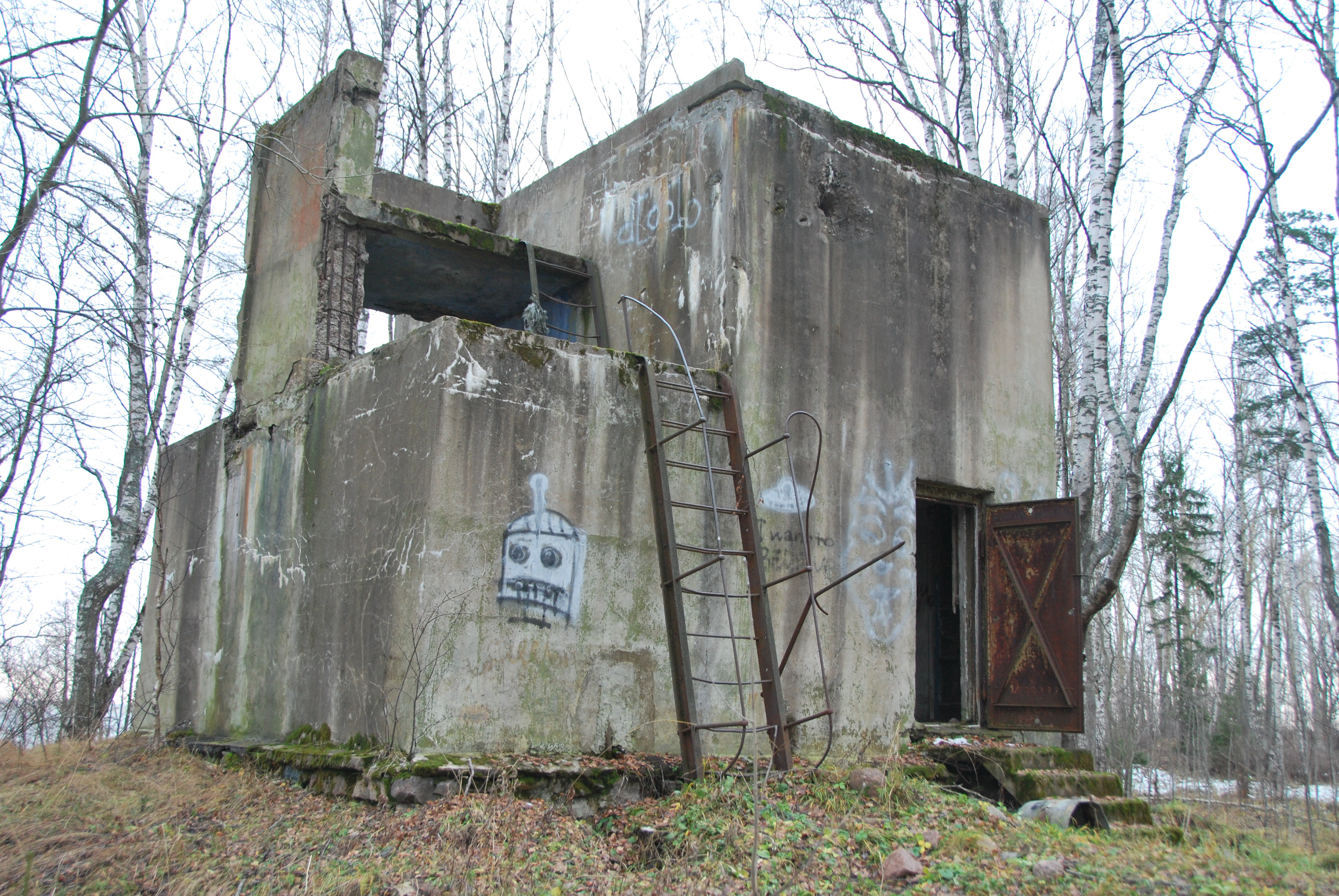
Дальномерный павильон

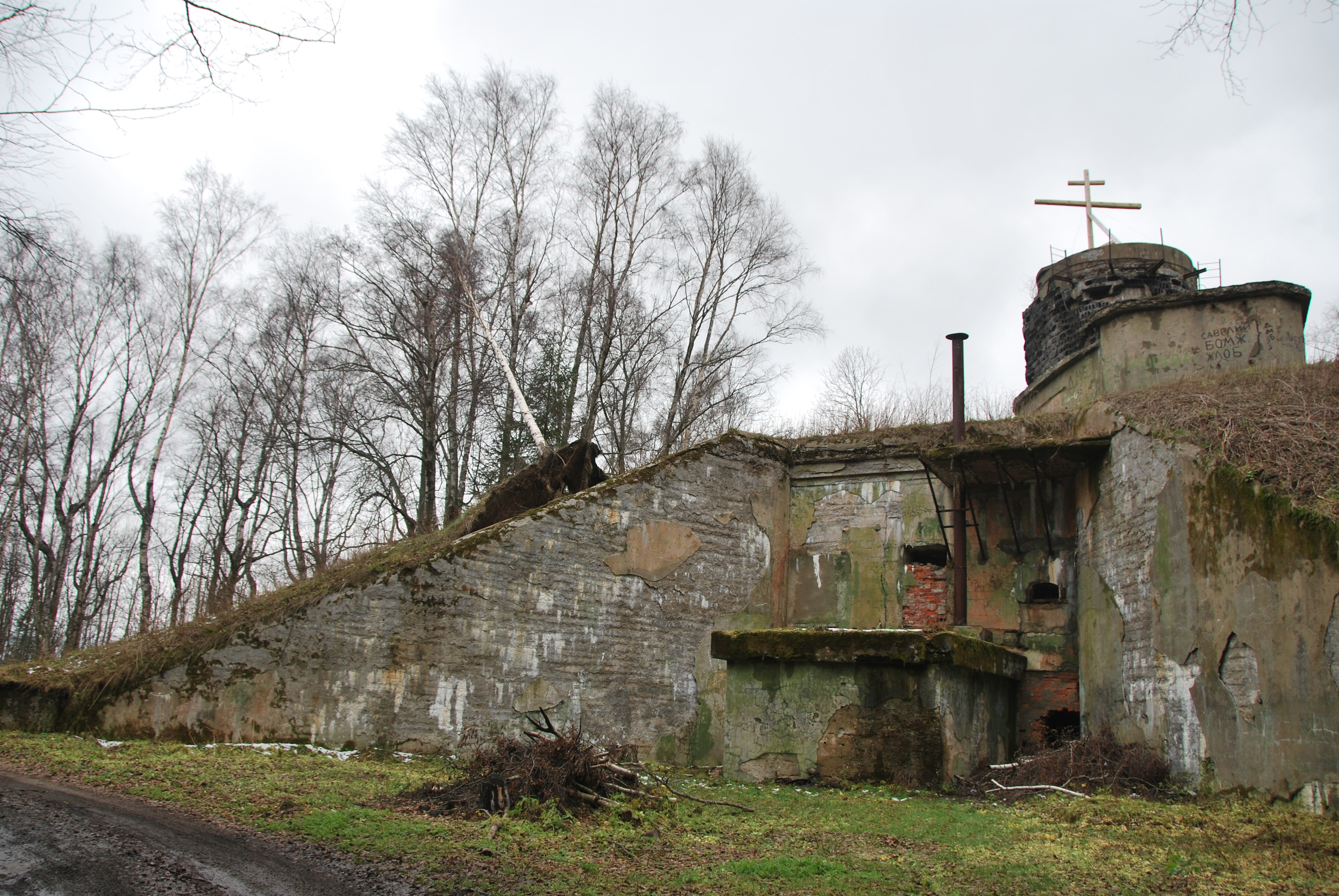
Наблюдательный пункт

Батарея «Серая Лошадь», с 29 августа 1919 года — форт «Передовой»:289, с 1926 года — форт «Бухарин», с 1936 по 1953 год — форт «Красногвардейский», — противодесантная береговая батарея Кронштадтской позиции Морской крепости Петра Великого. Построена в 1911 году на мысе Серая Лошадь в районе деревни Чёрная Лахта. Позиция включала в себя две открытые долговременные батареи — на левом фланге четырёхорудийная 120-мм орудий Виккерса (в советское время № 332), на правом — трехорудийная 152-мм орудий Канэ (в советское время № 331).
Батарея была спроектирована благодаря докладной записке инженер-генерал-майора А. А. Шишкина. Её основной задачей была борьба с десантными кораблями противника в Копорском заливе, во избежание захвата форта «Красная Горка» с суши.
В мае 1919 года вместе с фортом «Красная Горка» отражал наступление на Петроград Северного корпуса генерала А. П. Родзянко и в октябре того же года принимала участие в отражении наступления на Петроград Северо-Западной армии генерала Н. Н. Юденича, успешно отбивая все атаки наступавших, в связи с этим в декабре 1919 года награждена Почётным Красным знаменем.
Во время Великой Отечественной войны батарея держала оборону Ораниенбаумского плацдарма. В 1943 году 120-мм орудия Виккерса были заменены 130/50-мм Б-13. Разоружена в связи с ликвидацией Кронштадтской крепости в 1950-х годах.

## Антибольшевистское восстание 1919 года
13 июня, одновременно с восстанием форта «Красная Горка», на батарее «Серая Лошадь» началось восстание, подготовленное офицером Оглоблиным. Коммунисты и комиссар батареи были арестованы, но команда вела себя пассивно и на сторону восставших не перешла, заняв выжидательную позицию и забаррикадировавшись на одном из бастионов.
Орудия батареи принимали участие в обстреле Кронштадта и кораблей Балтфлота, причём, из-за отказа команды, артиллерийский огонь вели только офицеры. В ночь на 16 июня восстание было подавлено, восставшие оставили батарею, не повредив орудия и сооружения.

Вслед за Красной Горкой ликвидирована Серая Лошадь. Орудия на них в полном порядке. Идёт быстрая проверка всех фортов и крепостей. Морские специалисты уверяют, что взятие Красной Горки с моря опрокидывает морскую науку. Мне остаётся лишь оплакивать так называемую науку. Быстрое взятие Горки объясняется самым грубым вмешательством со стороны моей и вообще штатских в оперативные дела, доходившим до отмены приказов по морю и суше и навязывания своих собственных. Считаю своим долгом заявить, что я и впредь буду действовать таким образом, несмотря на всё моё благоговение перед наукой.— И. В. Сталин, телеграмма 16 июня 1919 года

## Батарея № 333
В 1925 году планировалось усилить батарею с помощью двух 254-мм башенных установок с крейсера «Рюрик». В 1927 году был разработан проект усиления форта двумя 203-мм башнями с линкора «Республика». В основу положен модернизированный проект 254-мм башенной батареи Коноплева и Габбина. Башни устанавливались в отдельных бетонных гнёздах вместо единого бетонного массива на две башни. При установке башни были модернизированы:
1. Увеличена толщина броневой крыши с 2 до 5 дм.
2. Увеличен угол вертикального наведения с 25 до 35°.
3. Установлена система ПУАО.
4. Боекомплект доведён до 195 выстрелов на орудие.

Новой батарее был присвоен № 9, в дальнейшем — № 333. Вместе с батареями форта «Красногвардейский» она составила 33-й отдельный артиллерийский дивизион Ижорского укреплённого района (с апреля 1942 года — Ижорского сектора береговой обороны Балтийского флота).